# XO-5 b
XO-5 b est une planète extrasolaire (exoplanète) en orbite autour de l'étoile XO-5, une naine jaune située à environ 850 années-lumière de la Terre, dans la constellation du Lynx.

## Découverte
XO-5 b a été découverte en mai 2008 à l'observatoire de haute altitude du Haleakalā sur l'île de Maui dans l'archipel d'Hawaï, grâce au télescope XO (en) et au moyen de la méthode de détection des transits.

## Caractéristiques
Avec une masse légèrement supérieure à celle de Jupiter, XO-5 b est un jupiter chaud à période orbitale courte qui révolutionne autour de son étoile en à peine plus de quatre jours sur une orbite elliptique presque circulaire de demi-grand axe inférieur à 0,05 unité astronomique.

## Désignation
XO-5 b a été sélectionnée par l'Union astronomique internationale (IAU) pour la procédure NameExoWorlds, consultation publique préalable au choix de la désignation définitive de 305 exoplanètes découvertes avant le 31 décembre 2008 et réparties entre 260 systèmes planétaires hébergeant d'une à cinq planètes. La procédure, qui a débuté en juillet 2014, s'achèvera en août 2015, par l'annonce des résultats, lors d'une cérémonie publique, dans le cadre de la XIXe Assemblée générale de l'IAU qui se tiendra à Honolulu (Hawaï).